# Телчу
Телчу (рум. Telciu) — село у повіті Бистриця-Несеуд в Румунії. Адміністративний центр комуни Телчу.
Село розташоване на відстані 357 км на північ від Бухареста, 33 км на північ від Бистриці, 94 км на північний схід від Клуж-Напоки.

## Населення
За даними перепису населення 2002 року у селі проживали 3950 осіб.
Національний склад населення села:
| Національність | Кількість осіб | Відсоток |
| -------------- | -------------- | -------- |
| румуни         | 3928           | 99,4%    |
| цигани         | 11             | 0,3%     |
| угорці         | 8              | 0,2%     |

Рідною мовою назвали:
| Мова      | Кількість осіб | Відсоток |
| --------- | -------------- | -------- |
| румунська | 3927           | 99,4%    |
| угорська  | 11             | 0,3%     |
| циганська | 9              | 0,2%     |